# Hermann Friedrich (Biologe)
Hermann Friedrich (* 5. Juni 1906 in Essen; † 8. August 1997 in Hildesheim) war ein deutscher Biologe und Direktor des Überseemuseums in Bremen.

## Biografie
Friedrich besuchte die Alfred-Krupp-Schule. Nach dem Abitur studierte er an der Rheinischen Friedrich-Wilhelms-Universität Bonn und der Philipps-Universität Marburg Naturwissenschaften. Mit einer Doktorarbeit über Insekten wurde er 1928 in Marburg zum Dr. phil. promoviert. Er war danach Assistent an der Forstlichen Hochschule in der Forststadt Tharandt und am Zoologischen Institut der Deutschen Meereskommission. 1944 wurde er a.o. Professor am Institut für Meereskunde Kiel. Ab 1950 war er Direktor des Instituts für Meeresforschung in Bremerhaven. Er entwickelte das Institut zu einer renommierten Forschungsstätte in Deutschland (1985 integriert in das Alfred-Wegener-Institut). Von 1962 bis 1971 war er Direktor des Überseemuseums in Bremen. Dort baute er die naturwissenschaftlichen Schausammlungen aus.

## Schriften
- Die Naturwissenschaften in Bremen während der letzten 150 Jahre. In: Albrecht Faust (Hrsg.): Geistiges Bremen. Schünemann Verlag, Bremen 1960, S. 19–28.